# Cruz no Templo da Lamentação (Fra Angelico)
A Cruz no Templo da Lamentação é uma pintura de 1436 ou 1440 de Fra Angelico, atualmente no Museu Nacional de São Marcos em Florença. Seu nome é uma homenagem ao seu comissário, a "Compagnia di Santa Maria della Croce al Tempio".